# فومیتوشی اویزاکی
فومیتوشی اویزاکی (انگلیسی: Fumitoshi Oizaki؛ زادهٔ ۱۵ اکتبر ۱۹۷۵) کارگردان فیلم، و پویانما اهل ژاپن است.